# Mälteri

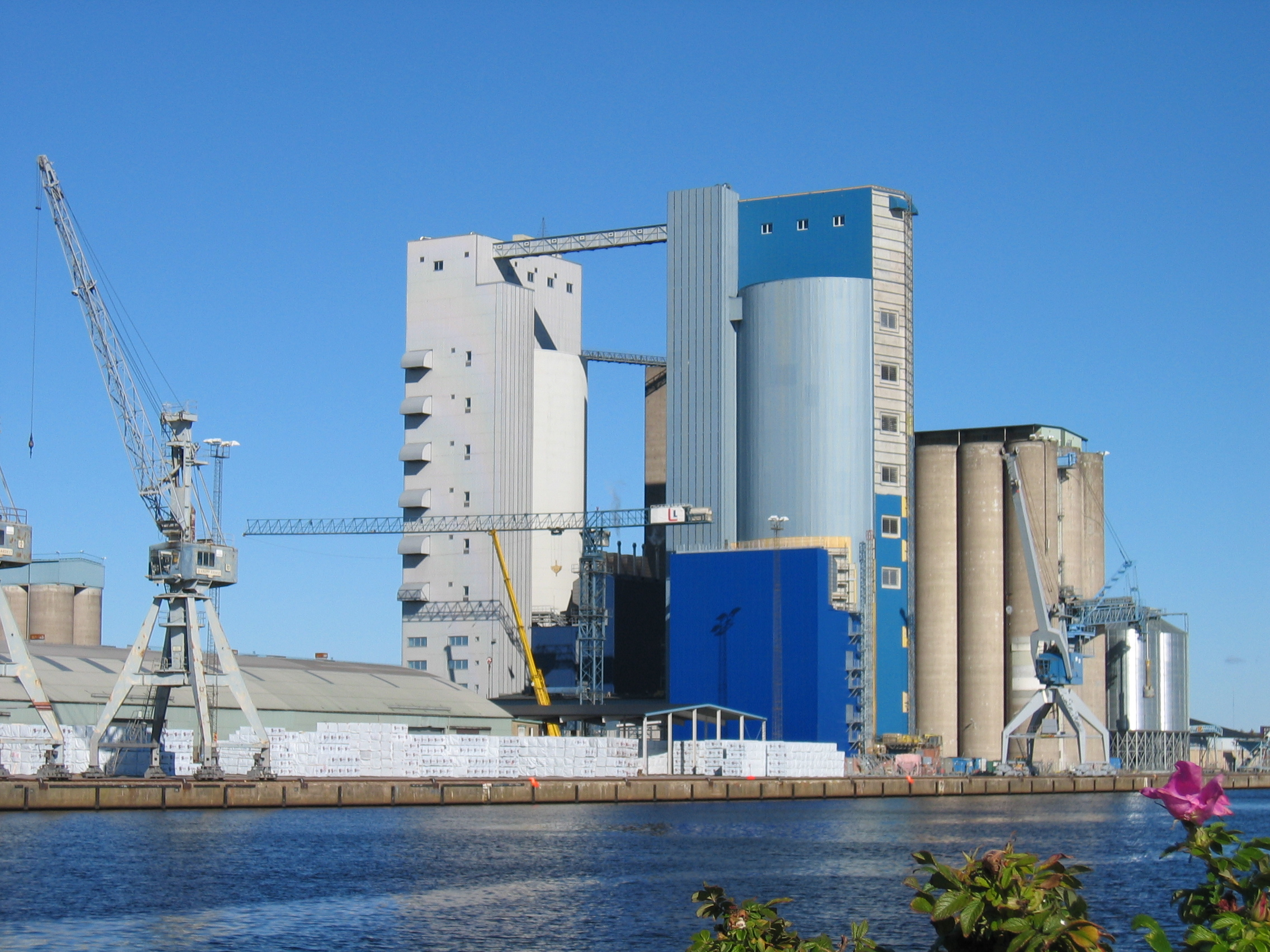
Viking Malts mälteri i Halmstads hamn, 2009

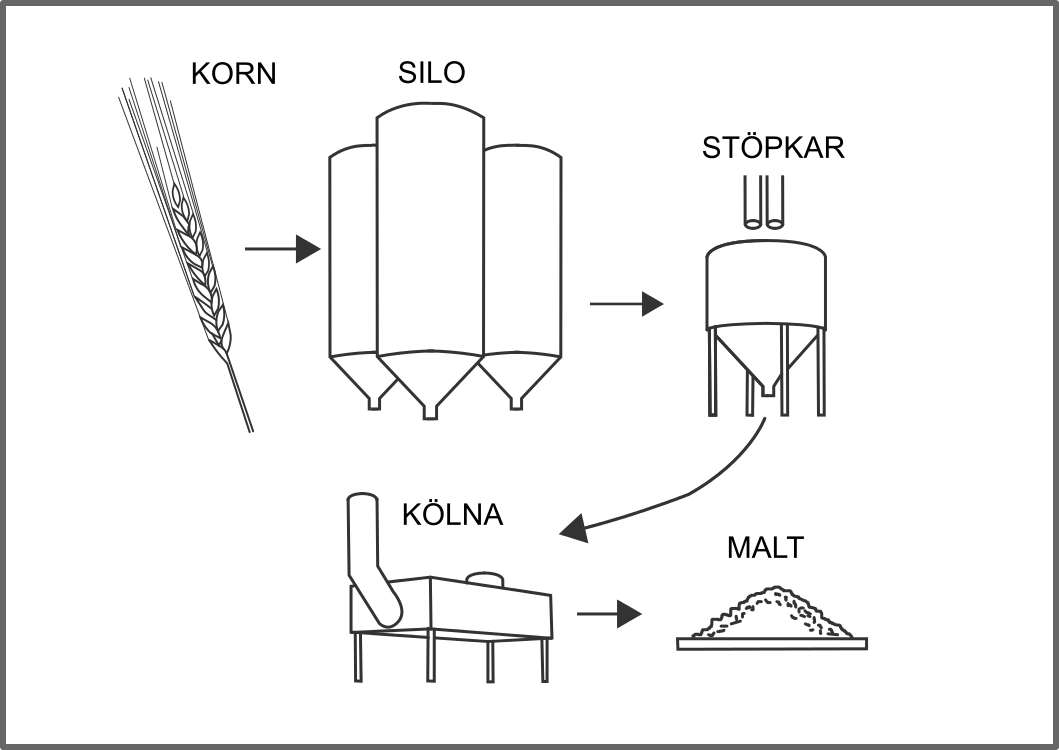
Skiss över principen för ett mälteri.

Mälteri, eller mälthus, är en anläggning där korn omvandlas till malt. 
Genom att blöta kornet och låta det gro i ventilerade stöpkar bildas de enzymer som behövs. Produkten blir malt som torkats och rostats i en kölna, som är en värmeugn där man även kan elda med torv för att få den karaktär och rökighet som man eftersträvar i slutprodukten som kan vara whisky.